# Cribrolinoidinae
Cribrolinoidinae es una subfamilia de foraminíferos bentónicos de la Familia Hauerinidae, de la Superfamilia Milioloidea, del Suborden Miliolina y del Orden Miliolida. Su rango cronoestratigráfico abarca desde el Plioceno hasta la Actualidad.

## Discusión
Clasificaciones más recientes han incluido Cribrolinoidinae en la Familia Quinqueloculinidae.

## Clasificación
Cribrolinoidinae incluye a los siguientes géneros:
- Adelosina, también considerado en la Subfamilia Spiroloculinidae
- Cribrolinoides, también considerado en la Subfamilia Spiroloculinidae